# Octeville-sur-Mer
Octeville-sur-Mer là một xã thuộc tỉnh Seine-Maritime trong vùng Normandie miền bắc nước Pháp.

### Huy hiệu
| Arms of Octeville-sur-Mer | The arms of Octeville-sur-Mer are blazoned: Azure, a chevron fracted argent between 3 escallops Or. |

## Dân số
| 1962                                 | 1968 | 1975 | 1982 | 1990 | 1999 | 2006 |
| ------------------------------------ | ---- | ---- | ---- | ---- | ---- | ---- |
| 2038                                 | 2057 | 2334 | 3251 | 4005 | 4834 | 5525 |
| Từ năm 1962: Dân số không tính trùng |      |      |      |      |      |      |